# Hopduvelfeesten
De Hopduvelfeesten zijn een tweejaarlijkse gebeurtenis in Asse. De feestelijkheden (met optredens, braderie en meer) duren drie dagen.

## Geschiedenis
De eerste hopduvelstoet had plaats in 1956, in het kader van de Hopduvel- en Brouwersfeesten. Op de markt van Asse waren er verschillende opvoeringen van het openluchtspel De Hopnar en de Duvel. De volgende feesten hadden plaats in 1960 en vanaf dan werden het de Hop- en Bierfeesten genoemd. Naast de folkloristische hopstoet waren er ook verschillende opvoeringen van het openluchtspel De gecroonde leersse. Pas vijf jaar later werden de volgende Hop– en Bierfeesten georganiseerd, namelijk in 1965. De hopstoet van dat jaar mag aanzien worden als een van de grootste: 45 groepen, vijftien praalwagens, twaalf balletten, zeven muziekkorpsen en 1500 gekostumeerde figuranten.
De volgende feesten werden gehouden in 1975 en 1979. Het schema, de inhoud en het verloop van deze hopduvelstoeten was steeds hetzelfde. Maar de vorm, de uitbeelding en de bezetting was toch telkens anders.
Na de hopduvelstoet van 1979 waren er nog Hop- en Bierfeesten in 1981, doch zonder stoet. In 1986 en 1987 waren er de Hopduvelfestivals. Tijdens het eerste festival werd het bronzen Hopduvelbeeld, een kunstwerk van Wilfried van den Broeck, onthuld. De nadruk tijdens deze festivals lag vooral op de optredens van allerlei muzikale groepen gericht op een zeer ruim publiek. Bij deze festivals was er geen stoet.
De volgende jaren nam de jeugdraad van Asse met verschillende edities van Popduvel de fakkel over tot in 1996. Vanaf dat jaar werden er opnieuw Hopduvelfeesten georganiseerd die meerdere dagen duurden. In 1998 en 2000 was er een kleine hoptocht waarin door jeugdverenigingen en wijken vervaardigde, brandbare hopduvels aan een jury werden gepresenteerd . Vanaf 2002 kwam er een vernieuwde hopduvelstoet. Tijdens de grootse feesten in 2004 groeide die opnieuw uit tot een hopduvelstoet waaraan de meeste culturele verenigingen, wijkcomités en jeugdverenigingen deelnamen. Hiervoor werden er ook een aantal groepen ingehuurd zoals onder andere vendeliers, muziekensembles en ruiterijen met paard en kar. In 2006 werd, bij prachtig weer, het 50-jarig bestaan van de Hopduvelfeesten gevierd met de traditionele stoet en optredens door bekende groepen zoals 't Hof van Commerce, Urban Trad en Leki. In 2008 vonden naast de stoet optredens plaats van o.a. De Mens, Stan Van Samang, Yevgueni, Bart Peeters en Vive La Fête. In 2012 werd de stoet op dichtvorm gezet in de trant van Guido Gezelle en Tahon, en gingen er optredens door van o.a. Das Pop, Sarah Ferri, Lady Linn en School is Cool.

## De hopduvel

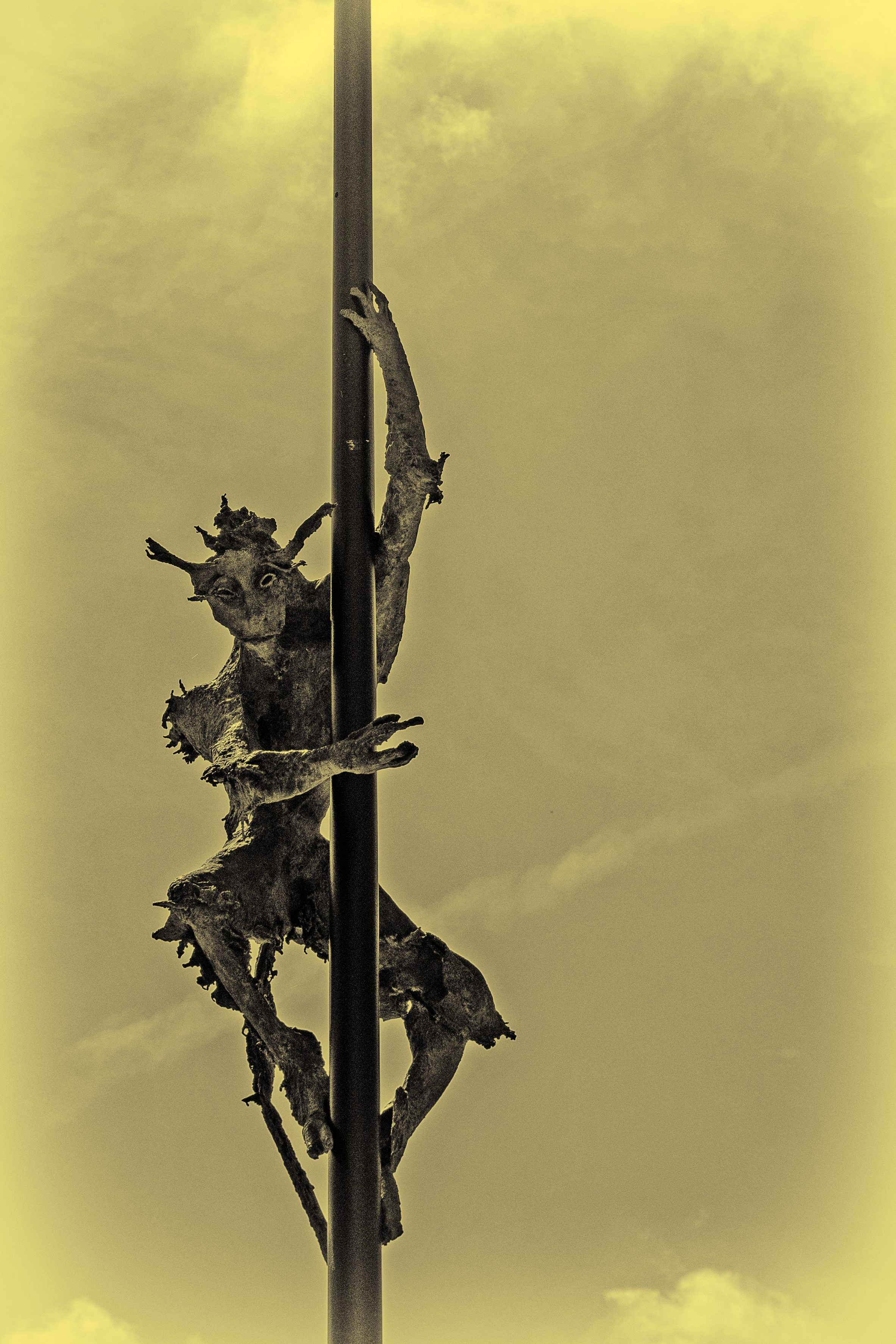

De Hopduvel is het symbool voor de stormwind die eind augustus lelijk te keer gaat en tot de jaren zeventig de talrijke hoplochtingen die de streek van Asse-Ternat rijk was, veel schade aanbrachten en de hopperanken tegen de grond smakte.
De 'Hopduvel' is in de streek van Asse een begrip geworden bij de mensen, maar werd uitgevonden door de hopboeren en gesymboliseerd door de geestelijke vader van de Hopduvelfeesten Eugeen van den Broeck. De Hopduvelfeesten kwamen er als gelegenheid om na de pluk de verbranding van de hopduvel te vieren.
Als men weet dat Poperinge en de streek Aalst-Asse een belangrijk deel van de Belgische productie hop voorzich nam, dan is het niet verwonderlijk dat - nu de hopvelden verdwenen zijn - de hopduvel over de streek heer en meester blijft. Jaarlijks pronken hoppescheuten op de spijskaart van vele Assese restaurants, er is een jaarlijkse hopmarkt, talrijke verenigingen noemen zich naar hem, het hopduvelbeeld op de markt houdt Asse in de ban en voor de Hopduvelfeesten maakt men zich tijdig op.
Donderdag 12 juli 2007 overleed de bezieler van de Hopduvelfeesten Wilfried Van den Broeck.

## Standbeeld
De Hopduvel kreeg een standbeeld op het Assese marktplein. Daar waakt hij al sinds 1986 (met een Duvel-glas dat elk jaar op de vooravond van de feesten wordt gevuld, in de hand) over de gemeente en meer specifiek over de terrasjes van het marktplein.

## Economie
Het verkleinend aandeel van de Belgische hop in de wereldproductie, onaangepaste bedrijfsstructuren en rassenassortiment alsook onzekere afzetmogelijkheden droegen bij tot de grote crisis in de Assese hopcultuur in 1973. Deze crisis zijn de plaatselijke hopboeren nog niet echt te boven gekomen. 
Ook al is er in Asse nog een Hopmarkt (een open ruimte die gedurende het gewone jaar dienstdoet als parking maar in het feestweekend het epicentrum van de Hopduvelfeesten wordt) en wordt er nog jaarlijks ook een heuse hopmarkt georganiseerd, toch is de hopcultuur meer een folkloristische cultuur, dan een economische of landbouwcultuur geworden. Daar zou echter in de nabije toekomst verandering in komen. Zo zou de hoppeplant een heilzame en geneeskundige werking hebben.
Naast het verwerken van hop in bier, is er nog een belangrijke gastronomische toepassing. Zo worden de scheuten van de hoppeplant, de hoppekeesten in de maand maart in een aantal klasserestaurants opgediend als ware delicatesse. Samen met zalm, een gepocheerd ei of met een witte saus, noem maar op. De culinaire geesten weten de hoppekeest te smaken.

## In cijfers
| Bezoekers | Bezoekers |
| --------- | --------- |
| 2002      | 10000     |
| 2004      | 15000     |
| 2006      | 25000     |
| 2008      | 15000     |
| 2010      | 32145     |
| 2012      | 26816     |
| 2014      | 29860     |